# Himno de Riego
El Himno de Riego ist ein Lied zu Ehren Rafael del Riegos, welches vom spanischen Bürgerkrieg der Jahre 1820–1823 handelt. Von 1931 bis 1939 war es die Nationalhymne der im Spanischen Bürgerkrieg untergegangenen Zweiten Republik. Der Text stammt von Ivorista San Miguel, die Musik von Francisco Guerta.
Als Nationalhymne der Zweiten Republik dienten die erste, dritte und siebte Strophe.

## Text
1. Serenos, alegres,
valientes, osados,
cantemos, soldados,
el himno a la lid.
Y a nuestros acentos
el orbe se admire
y en nosotros mire
los hijos del Cid.
Refrain:
Soldados, la patria
nos llama a la lid,
juremos por ella
vencer o morir.
2. Blandamos el hierro
que el tímido esclavo
del libre, del bravo,
la faz no osa ver.
Sus huestes cual humo
veréis disipadas,
y a nuestras espadas
fugaces correr.
3. El mundo vió nunca
más noble osadía
Ni vió nunca un día
más grande en valor
que aquel que inflamados
nos vimos del fuego
que excitara en Riego
de patria el amor
4. Honor al caudillo
honor al primero
que el cívico acero
osó fulminar.
La patria afligida
oyó sus acentos
y vió sus tormentos
en gozo tornar.
5. Su voz fue seguida,
su voz fue escuchada,
tuvimos en nada
soldados morir.
Y osados quisimos
romper la cadena
que de afrenta llena
del bravo el vivir.
6. Mas ya la alarma tocan;
las armas tan sólo
el crimen, el dolo,
podrán abatir.
Que tiemblen, que tiemblen,
que tiemble el malvado
al ver al soldado
la lanza esgrimir.
7. La trompa guerrera
sus ecos al viento;
horror al sediento
ya ruge el cañón.
Y a Marte sañudo
la audacia provoca
y el genio se invoca
de nuestra nación.
8. Se muestran: volemos,
volemos, soldados.
¿Los veis aterrados
la frente bajar?
Volemos, que el libre
por siempre ha sabido
al siervo rendido
la frente humillar.

## Deutsche Übersetzung
1. Heiter und fröhlich,
tapfer und mutig,
stimmt an, Soldaten,
das Lied des Kampfes.
Unsere Stimmen werden
die Welt in Erstaunen versetzen
und in unserem Blick
erkennt man die Söhne des Cid.
Refrain:
Soldaten, das Vaterland
ruft uns zum Kampf,
lasst uns ihm schwören,
zu siegen oder sterben.
2. Wir schmelzen das Eisen,
das der ängstliche Sklave
des Freien und des Mutigen
nicht einmal anblicken kann.
Seine Anhänger gleich Rauch
werdet ihr sich auflösen sehen
und vor unseren Waffen,
 werden sie fliehen.
3. Hat die Welt je
freieren Wagemut gesehen?
Gab es je einen Tag
so groß an Mut,
als den, an dem wir
uns entzündeten am Feuer,
das auch in Riego
die Liebe zum Vaterland weckte?
4. Die Ehre dem Anführer,
die Ehre dem Primus,
der bürgerliche Stahl
wagte sie zu erschlagen.
Das Vaterland voll Kummer
hörte seine Stimme
und sah nun seine Pein
 sich in Freude wandeln.
5. Seiner Stimme wurde gefolgt,
seine Stimme wurde erhört,
unsere Soldaten
starben dafür nicht.
Und mutig wollten wir
die Ketten zerreißen,
die voller Schande sind
des Mutigen das Leben.
6. Doch die Sirenen läuten schon;
Verbrechen und Vorsatz
 können einzig
durch Waffen
niedergerissen werden.
Sie sollen erzittern, erzittern,
der Bösewicht soll zittern,
wenn er die Soldaten
Piken schwingend sieht.
7. Der Wind bläst und trägt
weithin über die Felder
das Schmettern der Kriegshörner,
das Dröhnen der Kanonen;
der schreckliche Mars
stachelt den Wagemut an
und ruft den Geist auf
unserer Nation.
8. Sie zeigen sich: lasst
uns fliegen, fliegen Soldaten.
Seht ihr, wie sie bestürzt
 den Blick senken?
Lasst uns fliegen, denn der ewig
Freie weiß den Stolz
des ergebenen Dieners
 zu verletzen.